# Holgate (Ohio)
Pour les articles homonymes, voir Holgate.
Holgate est un village américain situé dans le comté de Henry, dans l’Ohio. Selon le recensement de 2010, sa population est de 1 109 habitants.